# Avenue Moreira Guimarães
Pour les articles homonymes, voir Guimarães (homonymie).
L'avenue Moreira Guimarães est une avenue de la ville de São Paulo au Brésil.

## Situation et accès
Située dans le quartier d'Indianópolis, entre les quartiers de Saúde et Moema, dans la zone centre-sud de la ville, elle fait partie du corridor Nord-Sud (pt), qui relie la zone Nord à la zone Sud de la municipalité. 
La section du corridor Nord-Sud (pt) qui commence à la fin de l'avenue Rubem Berta, et se termine à l'accès à l'avenue dos Bandeirantes permet de donner accès à l'aéroport de Congonhas, via l'avenue Washington Luis.
Comme d'autres routes du corridor Nord-Sud, la vitesse sur l'avenue a été réduite à 60 km/h le 1er septembre 2015.

## Origine du nom
Le nom de la route est un hommage à José Maria Moreira Guimarães (pt), un homme politique brésilien né dans l'état de Sergipe, diplômé en mathématiques, sciences physiques et naturelles, titulaire d'un doctorat en philosophie et membre de l'armée brésilienne.